# Euchorium
Euchorium é um gênero botânico pertencente à família Sapindaceae.
É monoespecífico, com sua única espécie sendo Euchorium cubense, endêmica de Cuba.
Foi somente observada e coletada em uma única ocasião em 1924, e, apesar de diversas expedições, não foi vista desde então; por isso, é classificada como extinta.